# آرثر واتس
آرثر واتس (بالإنجليزية: Arthur Watts)‏ هو دبلوماسي بريطاني، ولد في 14 نوفمبر 1931، وتوفي في 16 نوفمبر 2007.